# Tatort: Schön ist anders
Schön ist anders ist eine Folge der deutschen Fernsehkrimireihe Tatort aus dem Jahr 2010. Der Film des Mitteldeutschen Rundfunks wurde am 12. Dezember 2010 erstmals im Ersten ausgestrahlt. Es handelt sich um die 783. Tatort-Folge und um den neunten Fall mit dem Leipziger Ermittlerduo Saalfeld und Keppler. In ihrem neuen Fall ermitteln die Kommissare in einem Mordfall und geraten dabei in ein Milieu von Eifersucht, Affären, verdrängter Probleme, Existenzangst und Alkohol.

## Handlung
Im Kofferraum eines als gestohlen gemeldeten Autos wird die Leiche von Jörg Korsack, dem Personalleiter der städtischen Verkehrsbetriebe, gefunden. Saalfeld und Keppler informieren die Ehefrau über den Tod ihres Mannes. Sie hat sich bereits Sorgen gemacht, da er über Nacht nicht nach Hause gekommen ist. Zwar weiß sie von seinen zahlreichen Liebschaften, aber nachts war er immer wieder zu Hause. Seine letzte Affäre hatte er mit einer Arbeitskollegin, wie seine Frau zu berichten weiß.
Keppler informiert sich auf Korsacks Arbeitsstelle und sieht sich in seinem Büro um. Dort findet er ein Foto von dessen Kollegin Mandy Wachowiak, die er daraufhin nach Korsack befragt. Als sie die Nachricht von dessen Tod erhält, erleidet sie einen Nervenzusammenbruch und gibt an, schwanger zu sein. Beide hätten sich auf das Kind gefreut und Jörg Korsack wolle seine Frau verlassen, um mit ihr und dem Kind zu leben. Sabine Korsack berichtet das ganze Gegenteil. Ihr Mann habe seine Freiheit gebraucht und sich nie festlegen wollen. Er hätte sie nie verlassen. Für die Tatzeit hat sie ein Alibi.
Der Besitzer des Wagens, in dem Korsack gefunden wurde, ist Uwe Fischer. Sein Sohn Tobias wurde in der Tatnacht mit 3,6 Promille im Krankenhaus eingeliefert und liegt im Koma. Der Arzt räumt ein, dass die Verletzungen von einem Autounfall stammen könnten und dass sein Gesamtzustand sehr schlecht und derzeit lebensbedrohend sei. Ehefrau Moni Fischer ist ebenfalls eine von Korsacks Mitarbeiterinnen und hatte aufgrund ihrer Alkoholabhängigkeit immer wieder Probleme mit ihrem Chef. Tags zuvor waren sie und Sohn Tobias noch gemeinsam bei der Betriebsfeier. Da das Auto offensichtlich mit dem passenden Zündschlüssel gestartet wurde, ist nicht auszuschließen, dass der Täter in den Reihen der Familie Fischer zu finden ist. Tobias ist zwar erst siebzehn, trotzdem finden sich Spuren von ihm auf dem Fahrersitz.
Doch auch Korsacks potentieller Nachfolger Siggi Mertens macht sich verdächtig. Er war, wie fast alle seiner Mitarbeiter, nicht begeistert von dem „Neuen aus dem Westen“, der erst vor einem halben Jahr die Personalleitung der Leipziger Verkehrsbetriebe übernommen hatte und unpersönlicher und kälter die Belegschaft führte, als die es die vergangenen Jahre gewohnt war. Mertens war oft nicht mit Korsacks Entscheidungen einverstanden und verschweigt den Ermittlern, dass Moni Fischer aufgrund ihrer Alkoholprobleme gerade die dritte Abmahnung von Korsack erhalten hatte. Zudem war er mit den Fischers befreundet und es war ihm gelungen, Tobias eine Lehrstelle in der Firma zu besorgen. Aufgrund eines Streits zwischen Tobias und Korsack geriet diese Zusage in Gefahr.
Sabine Korsack, der die Affäre ihres Mannes mehr ausmacht, als sie zugibt, will sich mit Mandy Wachowiak aussprechen. Sie ist zutiefst verletzt, da ihre Nebenbuhlerin das Kind erwartet, das sie selbst immer wollte. Doch weil ihr Mann sich vor der Verantwortung scheute, hat sie ihr Leben für ihn zurückgestellt. Die Aussprache eskaliert und als die Polizei gerufen wird, liegt Sabine Korsack erstochen am Boden und Mandy Wachowiak ist schwer verletzt.
Die Ermittler finden heraus, dass Siggi Mertens zuletzt mit Jörg Korsack zusammen war und mit ihm in Streit geriet. Dabei schlug dieser mit dem Kopf ans Waschbecken der Toilette und war tot. Mertens rief aus Angst Uwe Fischer an und dieser half ihm, den Toten aus der Kneipe zu tragen und im Kofferraum des Wagens zu verstauen. Während sie beide noch etwas getrunken haben, um das Geschehene zu verarbeiten, setzte sich Tobias Fischer ins Auto und ist davongefahren. Diese Fahrt endete dann mit dem Unfall in der Baustelle, wo das Auto am anderen Morgen gefunden wurde.

## Hintergrund
Die Dreharbeiten zu diesem Tatort erfolgten in Leipzig und der Umgebung von Leipzig.

## Rezeption

### Einschaltquoten
Die Erstausstrahlung von Schön ist anders am 12. Dezember 2010 wurde in Deutschland von 9,32 Millionen Zuschauern gesehen und erreichte einen Marktanteil von 25,3 % für Das Erste.

### Kritiken
Rainer Tittelbach von tittelbach.tv lobt diesen Leipziger Tatort und schreibt: „Der Film erzählt [von] Alkohol-Sucht, Sex-Sucht, Eifer-Sucht – und die dazu gehörigen Ko-Abhängigkeiten [und diese] ziehen sich als Themen durch diesen neunten ‚Tatort‘ aus Leipzig. [...] Das Thema [Sucht ist] geschickt in die Krimihandlung eingewoben. [...] Judith Kennel, eine sehr um Filmästhetik bemühte Regisseurin, setzt hier – passend zum Thema – auf ein Realismus-Konzept, sachlich, trocken, geradlinig: Bormann darf sächseln, die Straßen von Leipzig kommen endlich mal ins Bild, nüchtern die Filmsprache (stark: die Verhöre gegen Ende) & die Charaktere sind das Maß aller Dinge. Die Schauspieler setzen noch einen drauf: Böwe, Brambach, Bormann, Harfouch – perfekte dramatische Miniaturen. ‚Es geht ums Überleben‘, wird im Film beiläufig gesagt. Diese Beiläufigkeit des Schweren macht ‚Schön ist anders‘ zum bislang besten ‚Tatort‘ aus Leipzig.“
Bei Stern.de urteilt Dieter Hoß positiv und stellt fest, dass: „der ein oder andere Handlungsstrang auf die falsche Fährte führt,[was] für die Komplexität der Story [spricht], die insgesamt allerdings mit etwas mehr Dramatik und Spannung hätte erzählt werden können. Interessanter und überzeugender wird der jüngste Fall von Saalfeld und Keppler aber, wenn man ihn durch die deutsch-deutsche Brille betrachtet. Dass dieser Leipziger Fall zeigt, wie tief die Gräben auch gut zwei Jahrzehnte nach der Wiedervereinigung noch sind, macht nachdenklich. So hat der Titel dieses "Tatorts" auch in dieser Hinsicht seinen Sinn: Schön ist anders.“
Lorenz Jäger bei der FAZ urteilt verhalten und meint, dieser Leipziger Tatort: „verschenkt sein wirkliches Potential: die ausgezeichneten Schauspieler. Schuld daran ist das sogenannte Tabuthema Alkoholismus, das den Krimi selbst in den Hintergrund drängt.“
Die Kritiker der Fernsehzeitschrift TV Spielfilm beurteilen diese „leicht konstruiert“ wirkende, „aber bestens gespielte“ Episode als „emotionale Story [mit] knackige[n] Dialoge[n]“, die zudem „gut besetzt“ sei.